# マタギ (映画)
『マタギ』は、1982年1月25日に公開された、青銅プロダクションによる日本映画。

## 概要
戦後の第一次独立プロ運動の、助監督グループの一つとして活動してきた、「青銅プロダクション」が製作した映画。巨熊との対決に執念を燃やす老マタギと、マタギ犬を育て上げる孫との情愛の物語。
1983年の第37回毎日映画コンクールで西村晃は男優演技賞を受賞した。またベルリン国際映画祭では監督の後藤俊夫がユニセフ選外佳作賞を受賞している。2008年の東京国際映画祭の日本映画・ある視点部門で上映された。

## ストーリー
老マタギ・関口平蔵は、かつて3メートルを越える巨熊の爪痕を、頬から顎にかけて受けたが、人々はそんな大きな熊の話を信じていない。しかし、そんな「法螺吹き平蔵」の噂に心を痛めながらも、孫の太郎は祖父を誇らしく思っており、小さな愛犬「チビ」を、マタギ犬に育てていた。
秋も深まったある日、あちこちで熊の被害が出始め、ついに人間の被害が出るまでに至った。被害者の母親に、敵討ちを懇願された平蔵は、あの巨熊の匂いを感じ取り、山に入る決意を固める。マタギ犬としてチビを連れた平蔵に、付いて来ようとする太郎を、平蔵は諭し帰そうとするが、太郎は聞き入れない。根負けした平蔵の前に、ついにあの巨熊との対決の時が、訪れる。

## スタッフ
- 監督 - 後藤俊夫
- 製作総指揮 - 小島義史
- プロデューサー - 桜井勉
- 原作 - 後藤俊夫
- 脚本 - 大和屋竺、後藤俊夫
- 音楽 - 羽田健太郎
- 撮影 - 山崎堯也

## キャスト
- 関口平蔵 - 西村晃
- 太郎 - 安保吉人
- 姉・より子 - 林優枝
- 父・岩吉 - 山田吾一
- 警官 - 伴淳三郎
- 吉村角次 - 伊沢一郎
- 鈴木幸吉 - 稲葉義男
- 五十嵐先生 - 桑山正一
- 木田茂治 - 伊藤敏孝
- 高橋与八 - 寄山弘
- 吉村とめ - 星美智子
- 大会の受付 - 横山あきお
- 毛皮屋主人 - 佐竹明夫
- バス運転手 - 金親保雄
- 女獣医 - 藤田美保子
- 娘の母親 - 堀永子
- ひさご女将 - 斉藤京子
- 営林署員 - 友川かずき
- 審査員 - 矢口高雄

## 映画のロケ
秋田県の阿仁町(現北秋田市)で撮られた。阿仁町を舞台にしたマタギ映画は他に『イタズ 熊』(1987)もある。